# Ferdinand Huycklaan 5
Ferdinand Huycklaan 5 is een gemeentelijk monument in Soest in de provincie Utrecht.
De langhuisboerderij dateert uit de eerste helft van de achttiende eeuw. In 1978 vond een grote verbouwing plaats waarbij de deel werd omgebouwd tot 'woning voor twee'. In 1996 werd de verbouwing tot dubbele woning weer ongedaan gemaakt. Het dak boven het woongedeelte is met riet gedekt. De nok van deze witgepleisterde woning loopt evenwijdig aan de weg. De ingang bevindt zich in de rechtergevel, onder een lessenaarsdakje. In het woongedeelte bevinden zich twee bedsteden